# The Birds of Australia (Broinowski)
A publicação The Birds of Australia é um livro do final do século XIX que ilustra retrata aves australianas. É composto por seis partes, contendo de 303 ilustrações cromolitografadas de página inteira, em tamanho fólio, de mais de 700 espécies, com texto descritivo  acompanhando. Foi escrito e ilustrado por Gracius Joseph Broinowski, original de Sydney, Austrália, e publicado no início da década de 1890. 
Em 1987, 37 ilustrações de Broinowski foram reproduzidas pela editora Broinowski Publishing Co de Perth, Austrália Ocidental, em uma edição limitada de 850 cópias numeradas:
- Birds Of Australia. Gracius Joseph Broinowski. A Selection of his Finest Lithographs 1887-1891. ISBN 0-949169-09-9